# Amichai Chikli

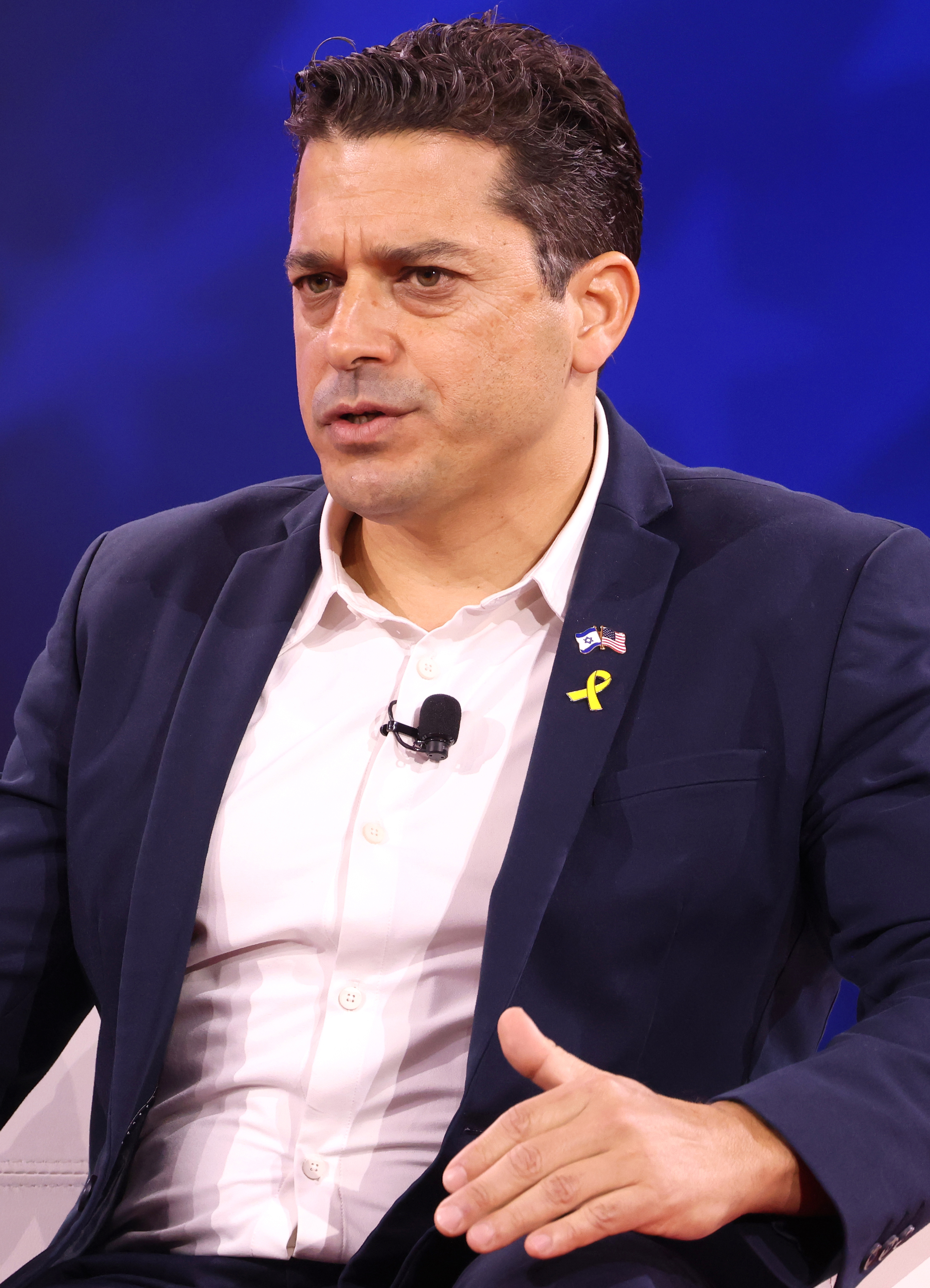
Amichai Chikli, 2025

Amichai Chikli (hebräisch עמיחי שיקלי; * 1981 in Jerusalem, Israel) ist ein israelischer Offizier und Politiker. Er ist ein ehemaliges Mitglied der Knesset und der amtierende Minister der Diaspora im Kabinett von Benjamin Netanyahu.

## Leben

### Frühes Leben und Ausbildung
Amichai Chikli wurde 1981 in Jerusalem als Sohn des Rabbiners Eitan Chikli geboren. Er wuchs im von der Masorti-Bewegung gegründeten Kibbuz Hannaton auf. Nach dem Schulabschluss besuchte er für ein Jahr das Maayan Baruch. Darauf trat er seinen Militärdienst in der Israelischen Armee an, wo er in der Golani-Brigade sowie der Schajetet 13 gedient hat. Nach dem Militärdienst hat er an der Universität Haifa ein Studium in Sicherheits- und Nahöstlichen Wissenschaften begonnen und erfolgreich abgeschlossen. Darauf wurde er ein Kommandant der Einheit Egoz im Israelischen Militär. Nach dem Ende seines Militärdiensts studierte er an der Universität Tel Aviv Sicherheit und Diplomatie. Während seines Studiums wurde er vom Bürgermeister von Nazareth Illit aufgefordert, eine Schule zu gründen. So gründete er 2010 die Tavor Academy for Social Leadership, welche zionistische Ziele hat und Schulabgänger für den Militärdienst vorbereiten soll.

### Politische Laufbahn
Bei den Parlamentswahlen von 2019 kandidierte Amichai Chikli als Mitglied der Partei Neue Rechte für die Knesset, doch wurde er nicht gewählt. 2021 kandidierte Chikli erneut für die Knesset, diesmal für die von Naftali Bennett angeführte Partei Jamina und er wurde gewählt. Er war aber gegen eine Regierungsbildung mit der Partei Jesh Atid von Jair Lapid, was nicht den Wünschen Naftali Bennets entsprach, doch die Regierung wurde dennoch gebildet. Er stimmte danach über 700 mal gegen seine eigene Partei, woraufhin er als Abtrünniger gebrandmarkt wurde, was ihn an einer Kandidatur für eine andere schon existierende Partei für die Knesset gehindert hätte. Doch nach einem Urteil des Obersten Gerichtshofes, durfte er für die Partei Likud für die Knesset kandidieren. Im Dezember 2022 wurde er Minister für Diaspora im Kabinett von Benjamin Netanyahu. Als Diaspora-Minister warb er für eine Reform des Rückkehrgesetztes, welches jedem Enkel eines Juden das Recht einräumte, israelischer Staatsbürger zu werden. Er ist der Meinung, dass Immigranten aus der ehemaligen Sowjetunion oft keine starke Verbindung zum Judentum hätten und auch gar nicht lange in Israel bleiben, was wiederum die jüdische Identität Israels schwächen würde.
Im Januar 2025 sagte Chikli einen Besuch in Belgien auf Anraten des israelischen Sicherheitsrates ab, womit einer möglichen Verhaftung von Chikli in Belgien vorgebeugt werden sollte. Amichai Chikli unterstützt rechtsextreme Politiker wie den Rumänen Calin Georgescu und die Französin Marine Le Pen, was seine Person bei einigen europäischen Gesprächspartnern fragwürdig erscheinen ließ.
Anfang Juli 2025 gehörte Chikli zu den Unterzeichnern eines Briefes an Ministerpräsident Netanjahu, in dem 14 Minister der Likud-Partei sowie Knesset-Sprecher Amir Ohana die sofortige Annexion des Westjordanlandes forderten. Im selben Monat erklärte er über ein soziales Netzwerk im Internet, dass der syrische Staatspräsident Ahmed al-Sharaa ein Terrorist sei und eliminiert werden sollte.

### Privatleben
Amichai Chikli ist verheiratet und hat drei Kinder. Er wohnt im Kibbutz Hannaton. Sein Vater Eitan Chikli hat früher in Jerusalem die TALI Schulen geführt und ist der amtierende Präsident der Hebräischen Universität in Mexiko.